# Skřipov
Skřipov település Csehországban, a Opavai járásban. Skřipov Bílovec, Fulnek, Březová, Hradec nad Moravicí, Hlubočec és Slatina településekkel határos. Lakosainak száma 998 fő (2024. január 1.).

## Népesség
A település lakosságának változását az alábbi diagram mutatja:
| Lakosok száma | 1157 | 1183 | 1139 | 904  | 1077 | 1009 | 1050 | 1032 | 1011 | 998  |
|               | 1869 | 1890 | 1921 | 1950 | 1980 | 2001 | 2017 | 2019 | 2022 | 2024 |